# Людина, що вміла літати (мультфільм)
«Людина, що вміла літати» (рос. «Человек, который умел летать») — анімаційний фільм 1968 року Творчого об'єднання художньої мультиплікації студії Київнаукфільм, режисер — Євген Сивокінь. Мультфільм озвучено російською мовою. Мультфільм знято за мотивами однойменного оповідання Карела Чапека.

## Сюжет
Мультфільм знято за мотивами однойменного оповідання Карела Чапека. Томшик виявив, що вміє літати і це йому приносило величезне задоволення. Кожної ночі він тренувався і захотів, щоб про його вміння всі дізнались. Журналіст направив Томшика до спеціалістів, і ті визначили, що Томшик літає неправильно, не по-науковому. Томшик так їх наслухався, що і не знав вже як тримати руки і де в нього центр ваги. Так Томшик втратив здатність літати.

## Творча група
- Автор сценарію: Борис Крижанівський
- Режисер-постановник: Євген Сивокінь
- Художник-постановник: Едуард Кірич
- Художники-мультиплікатори: Володимир Гончаров, Єфрем Пружанський, Володимир Дахно,
 Євген Сивокінь, Давид Черкаський, Марк Драйцун, Ніна Чурилова
- Композитор: Пилип Бриль
- Оператор: Анатолій Гаврилов
- Редактор: Тадеуш Павленко
- Звукооператор: Леонід Мороз
- Текст читає: Олексій Полевой
- Асистенти: А. Вадов, В. Рябкіна, Юна Срібницька